# Mərdəkan
Mərdəkan (auch Mardakjan) ist eine Siedlung (qəsəbə) auf der Halbinsel Abşeron am Kaspischen Meer in Aserbaidschan. Sie gehört zum Stadtbezirk Xəzər der Hauptstadt Baku. Die Siedlung hat 25.200 Einwohner (Stand: 2021).
In der Siedlung befinden sich zwei Burgen, die Viereckige Burg Mərdəkan ist dabei die größere mit einem Turm mit quadratischen Grundriss. Die kleinere Runde Burg Mərdəkan besitzt einen runden Turm. Außerdem befinden sich im Ort zwei alte Bäder, die Heydar-Moschee und die Tuba-Shakha-Moschee, ein Theater und ein Kulturzentrum. Der Ort verfügt über Sandstrände am Kaspischen Meer und dient daher als beliebtes Tagesausflugsziel für die Einwohner Bakus. Vom Stadtzentrum sind es 35 Kilometer nach Mərdəkan, welches an das Eisenbahn- und Busnetz Aserbaidschans angeschlossen ist.

## Persönlichkeiten
- İmamyar Həsənov (* 1975), US-amerikanisch-aserbaidschanischer Kamantschespieler